# モハメド・アミン
モハメド・"モー"・アミン（Mohamed "Mo" Amin、1943年8月29日 - 1996年11月23日）は、ケニアの写真家、ジャーナリスト。
ナイロビ生まれ。エチオピア大飢饉をテーマにした写真で有名である。この写真により世界各国はエチオピアへの支援を行い、アミンはエチオピアから英雄視された。
1991年6月4日、エチオピア内戦下のアディスアベバで炎上中の弾薬庫の爆発に巻き込まれ（助手は死亡）、左腕を切断したが義手を付けて活動を続けた。
1996年11月23日、エチオピア航空961便ハイジャック墜落事件で、著書の共著者と共に犠牲となった。なお、生存者の証言によると、アミンは死の瞬間まで乗客を守るためにハイジャック犯を説得しようとし、救命胴衣をつけていないどころか席に座っていなかったという。